# Аялон (печера)
Аяло́н (івр. מערת איילון) — печера поблизу міста Рамла між Тель-Авівом і Єрусалимом, має довжину понад 2700 метрів і за цим показником займає друге місце серед вапнякових печер Ізраїлю.
Печеру виявлено 24 квітня 2006 року в ході планового обстеження під час розробки кар'єра, що належить цементному заводу Nesher Israel Cement Enterprises Ltd., і отримала своє ім'я від долини річки Аялон, у якій вона розташована (саме ця назва вперше згадується ще в Старому Завіті, в Книзі Ісуса Навина — Нав 10:12). Її вивчали співробітники Єврейського університету в Єрусалимі і добровольці Ізраїльського дослідного печерного центру.
Для захисту унікальної фауни печери (6 ендемічних видів членистоногих) печеру закрито для відвідування громадськості. Господар кар'єра заявив, що його компанія зацікавлена в збереженні печери і її екосистеми попри всі незручності.

## Відкриття та розташування

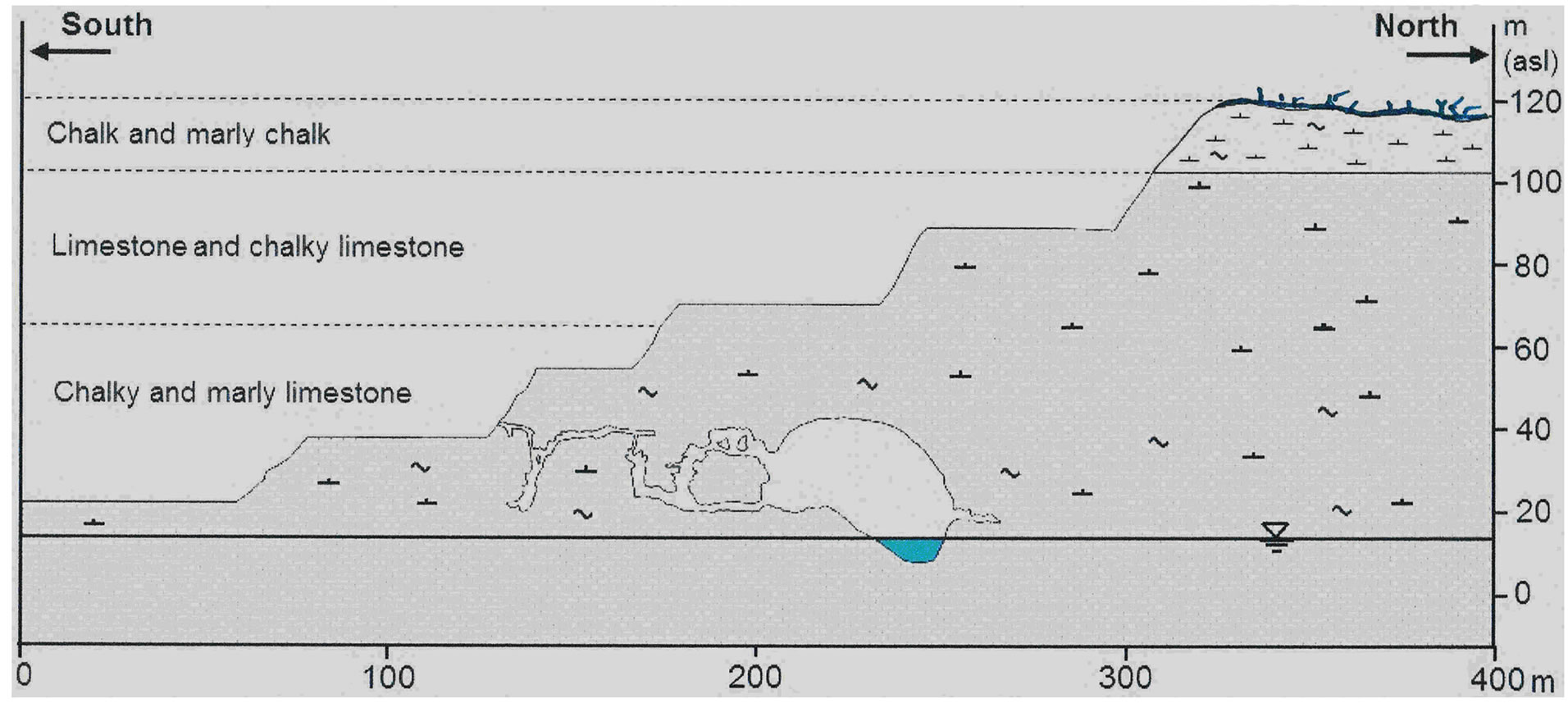
Північний край кар'єра Нешер. Переріз з печерою Аялон

Печера Аялон розташована приблизно за 4 км на південний схід від міста Рамла і за 21 км від Середземного моря в центральному районі Ізраїлю (координати 31° 54' 37" північної широти, 34° 55' 39" східної довготи). Печера розташована у вапняковому кар'єрі компанії Nesher Israel Cement Enterprises Ltd., який займає площу близько 1300×600 м. На момент її відкриття 2006 року дно кар'єра було нижче від початкового рівня поверхні на 100 м і нижче від рівня ґрунтових вод станом на 1950-ті роки.
Попри невеликі розміри, Ізраїль багатий печерами, більшість із яких карстового типу. Однією з властивостей карсту є ймовірність обвалення ґрунту над підземними порожнинами як у кар'єрах, так і в населених пунктах на недостатньо вивчених територіях. Такі обвалення вже траплялися на території сольової аномалії Аялона, іноді в поруч із житловими будинками. Зокрема, в грудні 1997 року в кар'єрі компанії Nesher Israel Cement Enterprises Ltd. сталася велика аварія: стеля одній з підземних порожнин стала настільки тонкою, що обвалилася під вагою бульдозера, водій якого загинув внаслідок падіння з висоти 40 м. Відтоді гірничодобувна компанія почала активно розшукувати підземні порожнини на ранніх стадіях розробки нових пластів кар'єра. Печери виявлено на північному і східному краях кар'єра поруч із печерою Аялон, але до моменту відкриття вони не мали свого колишнього обсягу і вже частково зруйнувалися.
Порожнину, яка потім отримала назву Аялон, виявлено в ході планового обстеження. Її вивчали співробітники Єврейського університету в Єрусалимі і добровольці Ізраїльського дослідного печерного центру, які збільшили вивчену довжину печери. 31 травня 2006 року зоологи Амос Фрумкін і Ханан Діментман описали відкриття печери Аялон і її унікальну фауну на пресконференції в Єврейському університеті в Єрусалимі. За цим відбулося широке висвітлення в ізраїльських телевізійних програмах і великих газетах, як-от «Гаарец», «Маарів», «Єдіот Ахронот» і The Jerusalem Post. Про відкриття печери повідомили також міжнародні засоби масової інформації, але в наступні роки вона лише зрідка ставала предметом висвітлення в Ізраїлі.

## Геологія

### Структура печери

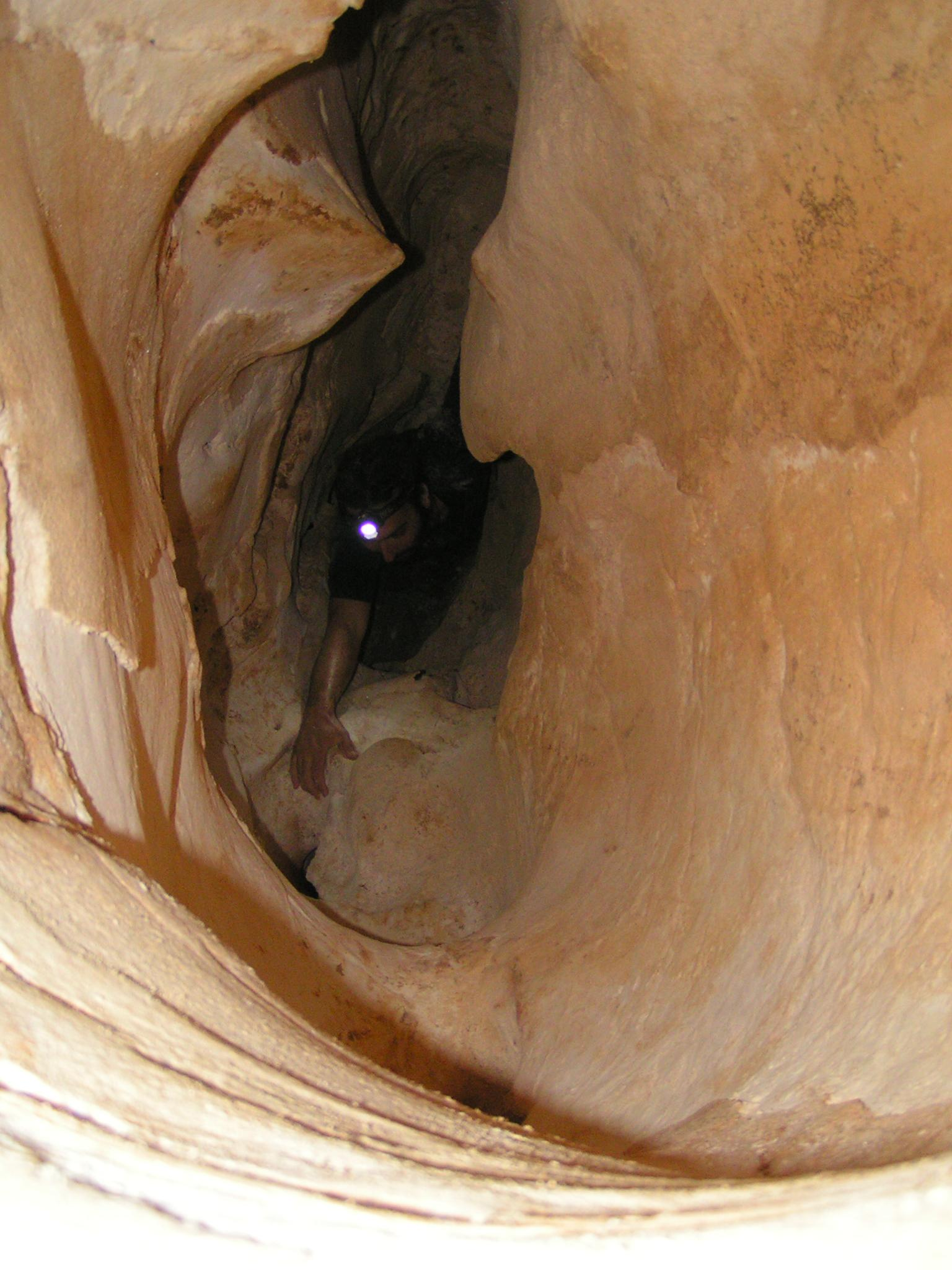
Прохід на верхньому рівні печери

Печера Аялон розташована на висоті від 11,30 до 49 м над рівнем моря і займає площу 100 × 140 м. Вона являє собою систему вузьких, частково вертикальних, коридорів загальною протяжністю 2780 м, що утворюють два основних поверхи. Вузькі ходи, що перетинаються один з одним на зразок лабіринту і мають круглі або еліптичні перерізи діаметром від 0,30 до 1,4 м формують верхній поверх печери, розташований на висоті від 40 до 49 м над рівнем моря. Загальна довжина проходів на верхньому поверсі, частково зруйнованих або заповнених глиною, досягає майже 2000 м, що становить близько трьох чвертей загальної довжини печери. Частину стін покриває кальцит, який в деяких місцях повністю або на більшій частині перерізу перекриває трубоподібні проходи. Нижній поверх печери розташований на висоті від 11,30 до 32 м над рівнем моря і з'єднаний з верхнім поверхом вертикальними колодязями. Через обвали, частіші порівняно з верхнім поверхом, деякі ділянки стали непрохідними. Проходи на нижньому поверсі ширші, порівняно з верхнім.
На нижньому поверсі печери розташовано три гроти. Найбільший грот міститься приблизно за 200 м від входу до печери, його висота становить понад 30 м, діаметр — 40 м. Стіни грота покриті кристалами кальциту, які утворюють у нижній частині 5-сантиметровий товстий шар, що тоншає в напрямку до вершини. Над цим залом розташовується шар корінної породи товщиною близько 30 м. І хоча сам зал поки не впав, розрахунки показують його низьку стійкість. Цей висновок підтверджується тим фактом, що з моменту утворення печери частина стелі в камерах завалилася, і деякі проходи заблоковано уламковим матеріалом або мають деформовано-зміщені стіни і стелю. Частину грота займає підземне озеро завглибшки 4 м, в якому солоність ґрунтових вод поєднується з високим вмістом сірководню.

### Гідрогеологія

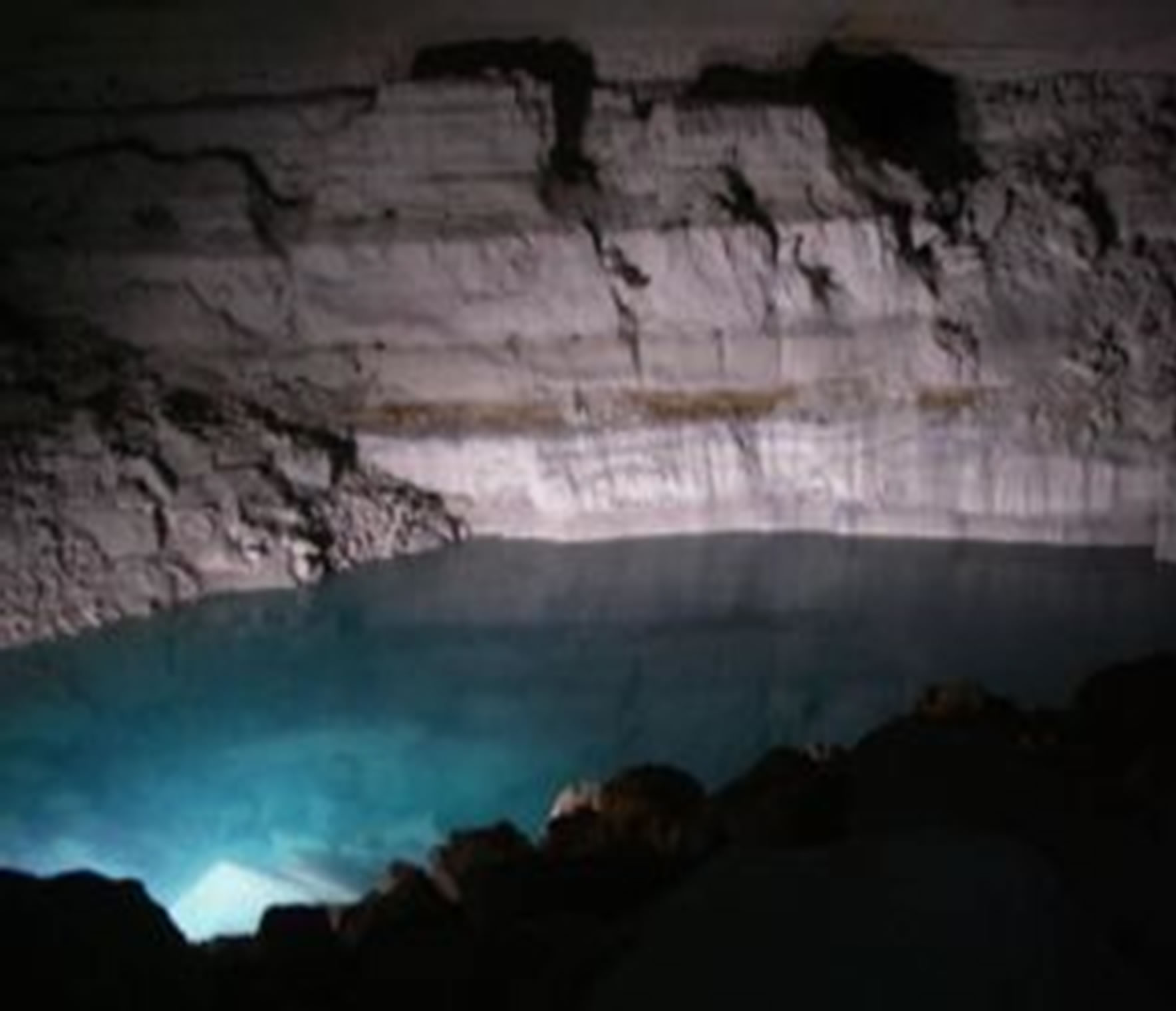
Печера Аялон. Великий грот з печерним озером на передньому плані і скупчення уламкового матеріалу від стародавнього обвалу на задньому плані зліва

Печера входить до складу водоносного горизонту Яркон-Танінім — головного резервуара прісної води в Ізраїлі. Він живиться опадами, в гірських районах Західного берега річки Йордан і проходить уздовж східного краю ізраїльської прибережної рівнини від гори Кармель на півночі і до Беер-Шеви на півдні. Водоносний горизонт отримав свою назву від двох джерел живлення — річки Яркон, що живиться від прісних джерел, і Танінім, яка несе солоні води. Хоча він використовується і вивчається вже протягом майже століття, його точна структура залишається невідомою. Достовірно відомо, що він складається з двох ізольованих один від одного шарів завтовшки 350 м кожен, однак їх часто розглядають разом як один водоносний горизонт завтовшки від 700 до 1000 м.
Через інтенсивний водозабір водоносний горизонт перебуває під загрозою виснаження. Забір води Ізраїлем перевищує можливості його природного поповнення, тому, починаючи від 1950 року, рівень ґрунтових вод постійно знижується, що своєю чергою призводить до збільшення їхньої солоності. Ще однією загрозою для водоносного горизонту є надходження нітратів із неочищених стічних вод як в Ізраїлі, так і на Західному березі річки Йордан.
Кар'єр з печерою Аялон лежить у центрі сольової аномалії Аялона — зони поширення ґрунтових вод із підвищеним рівнем солоності площею 200 км2. Сірко- і солевмісні ґрунтові води виявлено в регіоні 1932 року, а пізніше численні пробурені в зону підземних вод свердловини показали воду з незвичайно високим рівнем солоності. Можливими причинами появи сольової аномалії геологи називають вимивання з гірських порід мінеральних солей, а також надходження з поверхні добрив. Аналіз температури води, вмісту мінеральних речовин і концентрації сірководню у воді пробурених в районі кар'єра Nesher і його околицях 68 свердловин показав, що сольова аномалія Аялона насправді живиться термальними джерелами. За кілька тижнів до відкриття печери вийшла підсумкова стаття про результати вивчення водних джерел, де дослідники припускали наявність у цьому районі великих підземних порожнин, які можуть становити небезпеку під час будівництва та розробки кар'єрів.
На дні озера в печері були виявлені каррові гребінці, походження яких пов'язане з потоками води, що витікає з озера. Згідно з аналізом, у глибинних шарах озера температура води коливається від 28,5 до 30 °C, вміст сірководню — 4,5 ‰, рн — 6,8, солоність — від 490 до 1300 мг/л хлориду. Нижче глибини 1 м вода в озері безкиснева. Шар сірчистої термальної води накладається на теплу поверхневу воду з температурою близько 25 °C, її властивості точно відповідають навколишній ґрунтовій воді, і саме в ній мешкають ракоподібні з печерної фауни.

### Утворення печери Аялон
Печера Аялон являє собою карстову порожнину в породі верхньо-крейдяного періоду. Вона утворилася кілька мільйонів років тому внаслідок надходження в цей район солоної і сірчистої термальної води, яка змішалася з місцевими ґрунтовими водами, які своєю чергою вже встигли створити систему тріщин у породі. Печера Аялон за механізмом утворення аналогічна печері Зала свічок в Італії та печері Мовіле в Румунії. Такі печери утворюються, коли виділений з термальної води сірководень взаємодіє з розчиненим киснем у навколишньому середовищі, або його окислюють мікроби до стану сульфатної кислоти. Утворена таким чином сульфатна кислота реагує з навколишнім вапняком і розкладає його на гіпс і карбонатну кислоту:
{\displaystyle \mathrm {{\text{(1)}}\quad H_{2}S\ +2\ O_{2}\longrightarrow \ H_{2}SO_{4}} }
{\displaystyle \mathrm {{\text{(2)}}\quad CaCO_{3}\ +\ H_{2}SO_{4}\longrightarrow \ CaSO_{4}+\ H_{2}CO_{3}} }
Подібна хімічна реакція з різним ступенем ефективності може протікати в результаті життєдіяльності (метаболізму) бактерій, але з іншими початковими хімічними елементами. У цих реакціях використовується сірка, кисень, вуглець і азот, причому деякі з цих реакцій своїм кінцевим результатом утворюють агресивні кислоти, які розчиняють вапняк.
Ще кілька десятиліть тому нижній рівень печери був затопленим. Хімічний склад води, характер печерних стін і знайдені зразки мікрофауни свідчать про те, що процес розвитку печери триває.

## Спелеобіологія

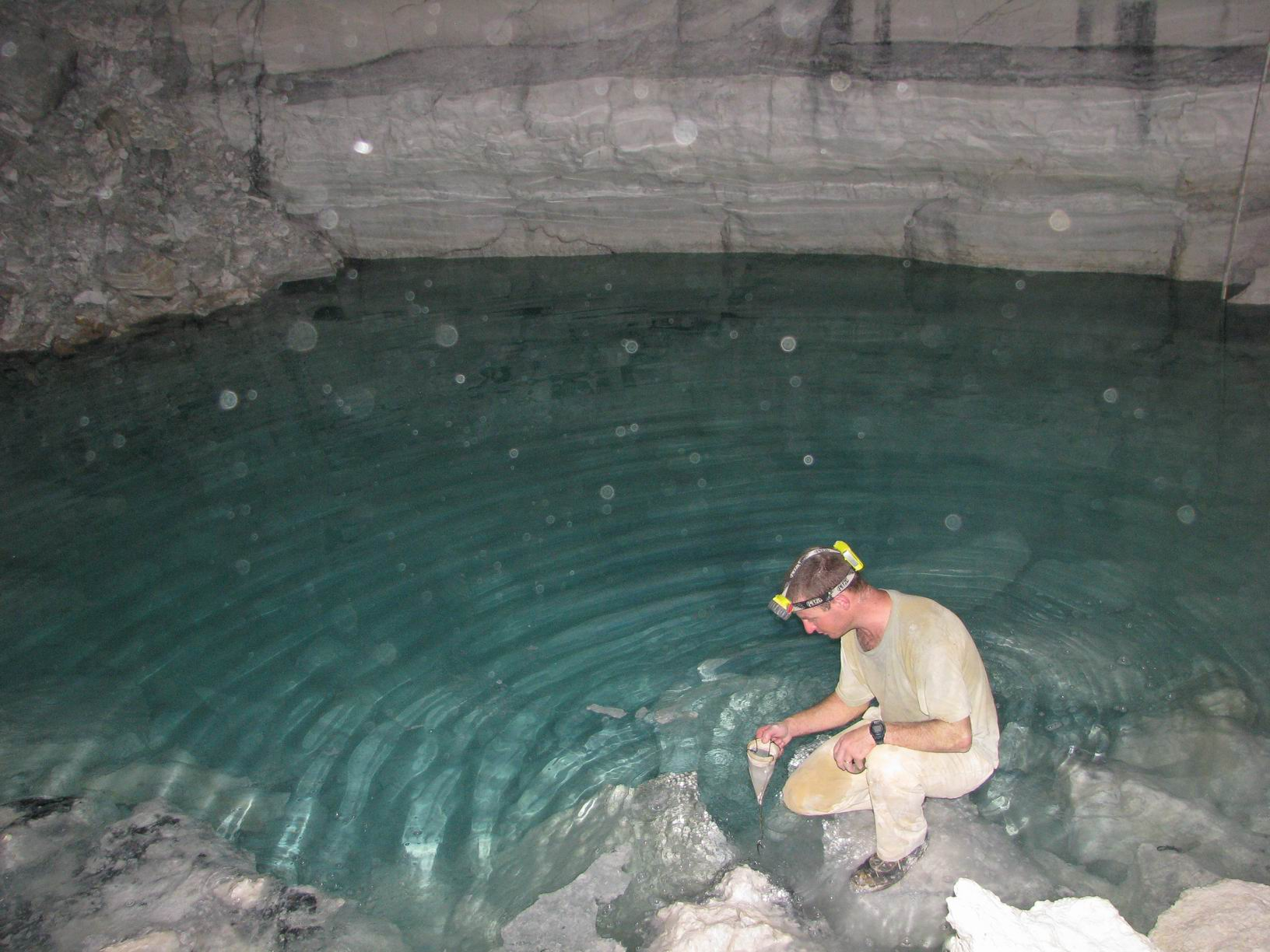
Ловля ракоподібних в озері печери Аялон

### Умови середовища
До відкриття печера Аялон була повністю ізольована від зовнішнього світу протягом мільйонів років (вапняковий шар породи в десятки метрів завтовшки не давав можливості для проникнення в неї з поверхні води і органічних матеріалів), і в цих умовах у ній сформувалася унікальна екосистема. Температура повітря в більшості ділянок печери коливається в межах від 26 до 28 °C з вологістю повітря понад 94 %. На нижньому поверсі печери атмосфера характеризується підвищеним вмістом сірководню.
Організми, що живуть у печері, постійно залежать від тепла, що виділяється біомасою хемоавтотрофних бактерій. Бактерії (такі, наприклад, як рід Beggiatoa) отримують енергію від наявного у воді сірководню, а також використовують розчинений у воді діоксид вуглецю для формування біомаси. Для аеробних організмів сірководень і сульфіди токсичні, вони викликають зв'язування кисню і гіпоксію. Таким чином, вищі організми повинні мати пристосування для життя у багатому сполуками сірки середовищі. До таких пристосувань належать, наприклад, використання кисень-зв'язувальних білків для транспортування і зберігання кисню в організмі або ендосимбіоз із бактеріями, що окислюють сірку.
Такі екосистеми в глобальному масштабі дуже рідкісні, в Ізраїлі таку екосистему вперше описано 1968 року в джерелі En Nur біля села Табга на озері Кінерет, але детальне її вивчення не проводилось. У цьому джерелі 1909 року жив тільки рак Typhlocaris galilea, згодом з'ясувалося, що вони мають близьких родичів у печері Аялон. І тільки подальші дослідження в печерах Зала свічок і Мовіле в 1990-х роках, привели до усвідомлення факту, що підземні екосистеми можуть існувати на основі хемоавтотрофних бактерій.

### Біорізноманіття
Як правило, печери бідні видами живих істот порівняно з поверхнею Землі. Печери з високим рівнем біорізноманіття містяться в карстових районах, проникають у зону ґрунтових вод (фреатична зона), мають велику кількість органічної речовини (наприклад, хемоавтотрофного походження) і велику довжину. Печера Аялон поєднує в собі всі ці фактори. Більшість хемоавтотрофних колоній створюють основу для існування складних спільнот живих організмів і великого різноманіття безхребетних. Особливого значення печері Аялон додає той факт, що в її повністю ізольованій від зовнішнього світу і цілком заснованій на хемосинтезі екосистемі співіснували разом водні та наземні види живих істот.
Незабаром після відкриття печеру вивчили співробітники Єврейського університету в Єрусалимі. Вони виявили в солоній воді печерного озера різних бактерій, найпростіших і 4 види ракоподібних. Частина озерних ракоподібних виявилася морського, а частина — прісноводного походження. В сухій частині нижнього поверху печери, але в поблизу від підземного озера виявлено 4 види наземних безхребетних. Серед них знайдено, за різними даними, від 20 до 32 мертвих зразків сліпого скорпіона Akrav israchanani і псевдоскорпіона Ayyalonia dimentmani.
Для визначення розміру підземної екосистеми за межами печери Аялон у свердловинах, зроблених для пониження ґрунтових вод у кар'єрі, старих колодязях водного департаменту, покинутих свердловинах і ставках у радіусі кількох сотень метрів від печери проводилися спеціальні дослідження.

### Макрофауна
| Наукова назва                 | Клас, ряд                          | Ендемік | Примітки |
| ----------------------------- | ---------------------------------- | ------- | --- |
| Akrav israchanani             | Павукоподібні, Скорпіони           | так     | Вимерли, тільки близько 20 сухих екзоскелетів міститься в колекції Єврейського університету в Єрусалимі, за даними Ізраїлю Наамана (Israel Naaman) знайдено залишки 32 загиблих тварин; класифікацію в новій монотиповій колекції поставлено під сумнів |
| Ayyalonia dimentmani          | Павукоподібні, Псевдоскорпіони     | так     | часто зустрічається на скелях навколо печерного озера |
| Lepidospora ayyalonica        | Комахи, Щетинохвостки              | так     | виявлений тільки примірник самця, ймовірно, він потрапив у печеру Аялон після її відкриття |
| Troglopedetes sp.             | Прихованощелепні, Entomobryomorpha | (так)   | ймовірно новий вид, ідентифікація на рівні виду досі неможлива через відсутність порівняльного матеріалу |
| Tethysbaena ophelicola        | Вищі раки, Термосбенові            | так     | морського походження, всі стадії розвитку здебільшого відбуваються в печерному озері |
| Typhlocaris ayyaloni          | Вищі раки, Десятиногі ракоподібні  | так     | морського походження, сотні примірників виявлено в печерному озері, проте тільки дорослі особини, найбільші живі істоти в печері Аялон |
| Metacyclops longimaxillis     | Maxillopoda, Cyclopoida            | так     | порівняно з іншими видами роду виділяються великими щелепами; в печері Аялон зустрічаються в дуже великих кількостях у всіх стадіях розвитку |
| Metacyclops subdolus auctorum | Maxillopoda, Cyclopoida            | немає   | від 1938 року знахідки в Італії та інших європейських країнах Середземномор'я, в джерелах на Мертвому морі і в північному Негеві; кілька дорослих і молодих особин виявлено в печері Аялон                                                              |

Троглофільні скорпіони, як правило, зустрічаються тільки в тропіках. Тому знахідка підземних скорпіонів поза тропіками в Ізраїлі здивувала вчених. За однією з гіпотез, скорпіони поряд з печерними ракоподібними є залишками реліктової фауни часів тропічного океану Тетіс. За іншою гіпотезою, вони є частиною самостійної підземної екосистеми, яка склалася незалежно від наземного життя. Нарешті, за третьою гіпотезою передбачається, що скорпіони не розвивалися разом з підземними ракоподібними, а заселили печеру значно пізніше.

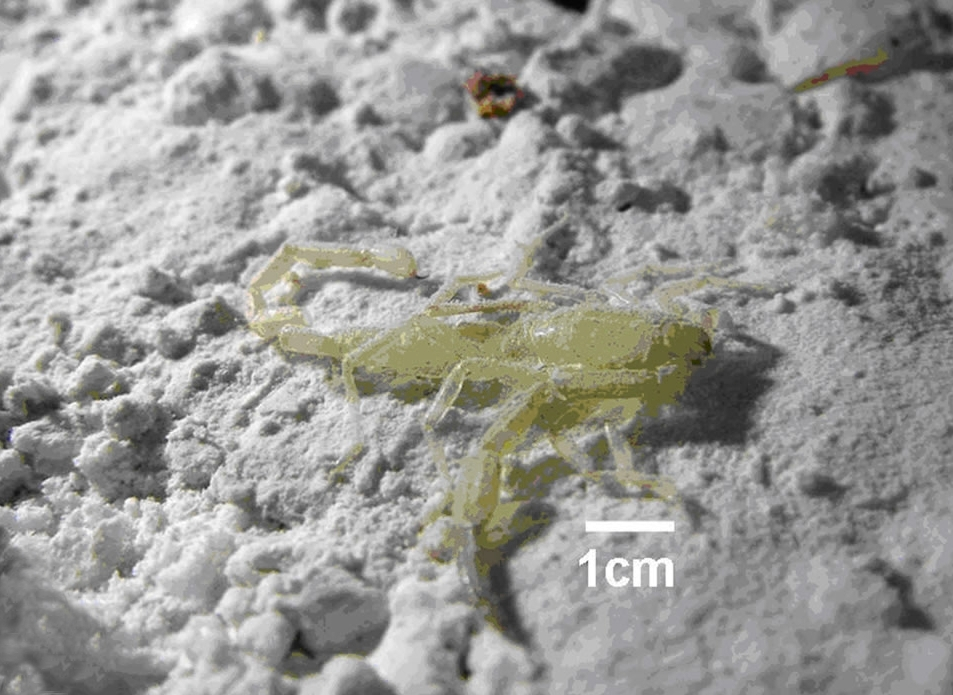
Akrav israchanani, сухий екзоскелет

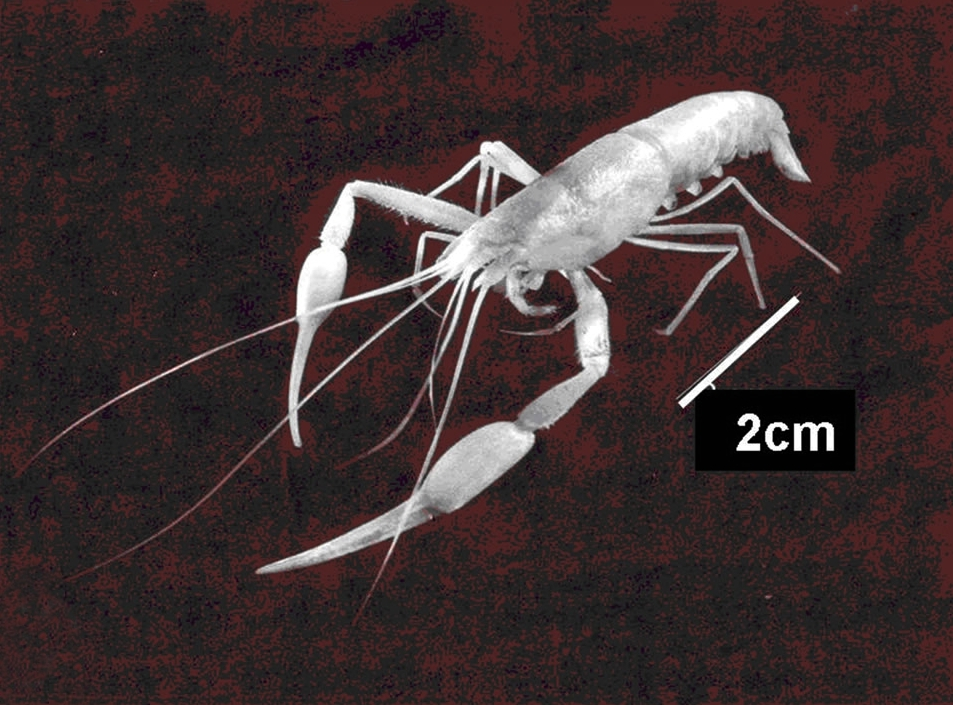
Typhlocaris ayyaloni найбільші істоти печери

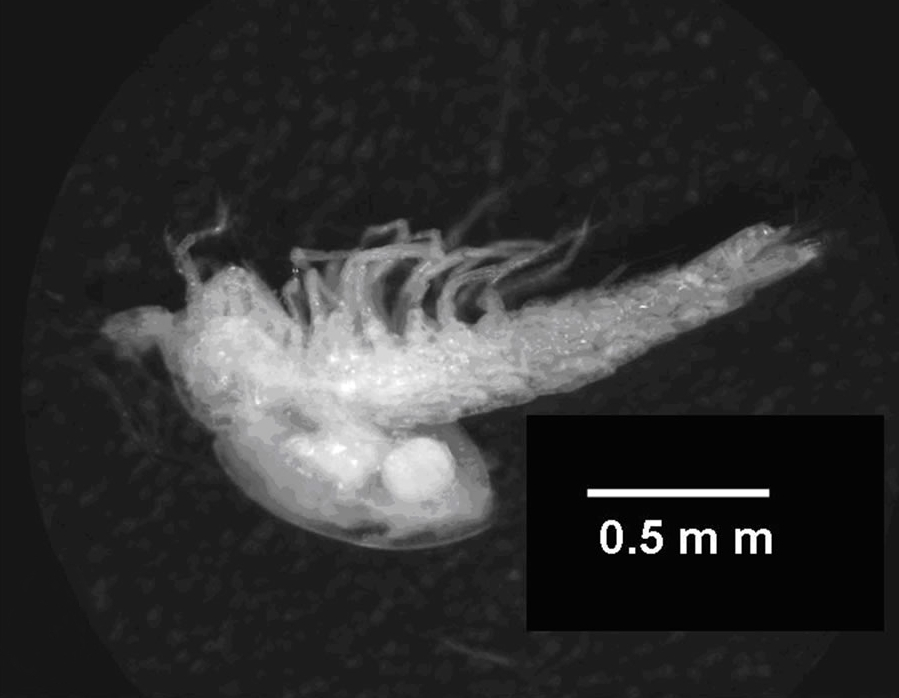
Tethysbaena ophelicola, самиця з інкубаційною сумкою

 ракоподібні Typhlocaris ayyaloni і Tethysbaena ophelicola мають в Ізраїлі близькоспоріднені види. Typhlocaris galilea мешкає в одному містечку на Галілейському морі. Tethysbaena relicta також відома тільки кількома місцями проживання у підземних водах під долиною річки Йордан. Ця підземна система не має прямого зв'язку з водоносним горизонтом Яркон-Танінім і печерою Аялон. Вчені припускають, що обидва зазначені види ракоподібних сформувалися в Йорданській рифтовій долині, а їхню популяцію в печері Аялон ізольовано ще в давні часи. Два види роду Metacyclops представлені в печерному озері в дуже різних кількостях. З виду Metacyclops subdolus знайдено кілька дорослих і молодих особин, а Metacyclops longimaxillis присутній у дуже великій кількості у всіх вікових групах. Metacyclops longimaxillis краще від інших видів пристосувався до високої температури і підвищеного вмісту солі і сірки в печерному озері і тому представлений численною популяцією.
Metacyclops subdolus знайдено в свердловинах у околицях печери і в наземному басейні, що живиться підземними водами. Те саме стосується й Typhlocaris ayyaloni: хоча сотні дорослих особин і знайдено в підземному озері печери, але там не виявлено самиць з ікринками або молодих особин. Цей вид також виявлено у свердловинах за межами печери. Передбачається, що він проникає в печери через ґрунтові води в активному пошуку їжі або поширюється за сприятливих умов у водних джерелах за межами печери.
В інших місцях проживання в Ізраїлі ендемічних ракоподібних (наприклад, у джерелі Ель-Нур у села Табга) виявлено та описано декілька видів нематод, равликів і малощетинкових кільчастих червів. У печері Аялон зазначених груп живих організмів не виявлено, проте в глинистому ґрунті колись затопленої частини печери виявлено нірки, які можуть бути результатом діяльності будь-якого з цих видів тварин.

### Мікрофауна
Екосистема печери Аялон заснована на біомасі, виробленій великою кількістю сіркобактерій. Від 40 до 100 % поверхні печерного озера вкрито дрейфуючими матами бактерій, береги озера також вкриті ними. Бактеріальний газон складається переважно з Beggiatoa — ниткоподібних бактерій, у вакуолях яких є сірка. На бактеріальних матах утворюються кристали кальциту, і, якщо мати перевищують через це критичну масу, то вони осідають на дно озера. Що стосується нижньої частини озера, то там не знайдено залишків бактеріальних матів: до кінця неясно, з'являться ці мати на глибині пізніше, чи кальцит і бактеріальні мати розчиняються в глибших шарах води. Також у печері знайдено бактерій та інших найпростіших — багато інфузорій і амебозої. До 2013 року і бактерії, і найпростіші фауни печери Аялон ретельно досліджено.

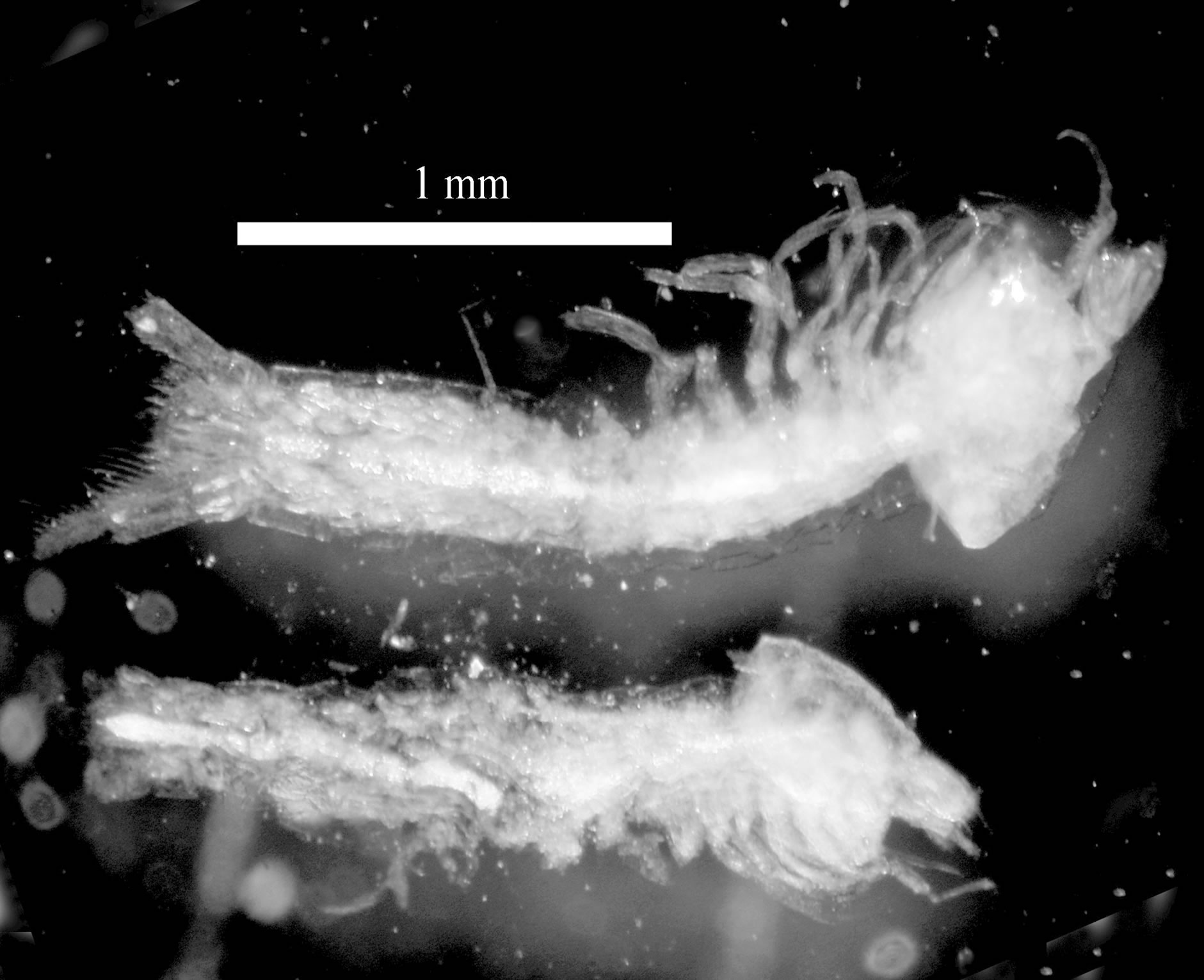
', напівдоросла особина. Наповнений бактеріями кишківник виділяється на світлі

Перше вивчення хемоавтотрофних бактерій із сірчаних джерел провів 1880 році С. М. Виноградський. Протягом наступних століть вивчення таких мікроорганізмів було ускладнене тим, що вони є мікроскопічно малими і найхарактерніші хемоавтотрофні бактерії не можуть культивуватися в лабораторних умовах. Тільки генетичний аналіз дозволив провести точну ідентифікацію знайдених бактерій, а ізотопні дослідження бактеріальних скупчень, зразків повітря, води і гірської породи допомогли з'ясувати механізми та суть обмінних процесів. Виявилося, що в раніше вивчених печерах бактеріальна фауна має складний характер і складається з зелених сіркобактерій, гамма-протеобактерій та епсилон-протеобактерій. Вичерпне дослідження всієї бактеріальної фауни і пов'язаних з нею біогеохімічних циклів у цих печерах досі триває.

### Харчовий ланцюг
Ізотопне вивчення скорпіонів у печері Аялон дало значення PDB близько -0,36 ‰. Живлення донних організмів від нормальної атмосфери дає значення цього показника від -0,25 до -0,18 ‰, а різниця в цьому випадку показує живлення скорпіонів на органічному матеріалі з печери. Ізотопний підпис кисню і вуглецю в бактеріях і вищих організмах печери показав, що бактерії є джерелом енергії для всієї екосистеми печери.
Дослідження кишківника численних видів ракоподібних (особливо Tethysbaena ophelicola) показало, що вони буквально напхані бактеріальними клітинами. Вивчення вмісту кишківника 2 зразків типу Typhlocaris ayyaloni показало, що вони теж мають у своєму складі бактерій безпосередньо з бактеріального газону і харчуються дрібними ракоподібними типу Tethysbaena ophelicola. Поки не ясно, чи є це простим використанням їжі, чи ракоподібні з бактеріями підтримують ендосимбіотичні відносини.
З приводу подальшого розвитку харчового ланцюга (або водних і наземних харчових ланцюгів) існує кілька гіпотез. Так, наявні у великій кількості Metacyclops longimaxillis і Tethysbaena ophelicola є постійними мешканцями печерного озера і споживачами бактерій на вершині харчового ланцюжка. Однак Typhlocaris ayyaloni і Metacyclops subdolus фактично живуть в інших районах підземних ґрунтових вод і навідуються в озеро печери Аялон тільки в пошуках їжі. Що стосується стигобіонтів, то Typhlocaris ayyaloni, без сумніву, перебуває в кінці харчового ланцюга.
Що стосується наземних мешканців печер, то ногохвістки Troglopedetes sp. розглядаються як головні рослиноїдні (первинні споживачі) і харчуються бактеріями безпосередньо з берега озера і з бактеріальних матів, що плавають на поверхні. Вони, в свою чергу, є джерелом їжі для хижих псевдоскорпіонів. Вивчення біології та екології Akrav israchanani було вже неможливим, але інші печерні скорпіони є найважливими хижаками в цій екосистемі.

## Охорона видів

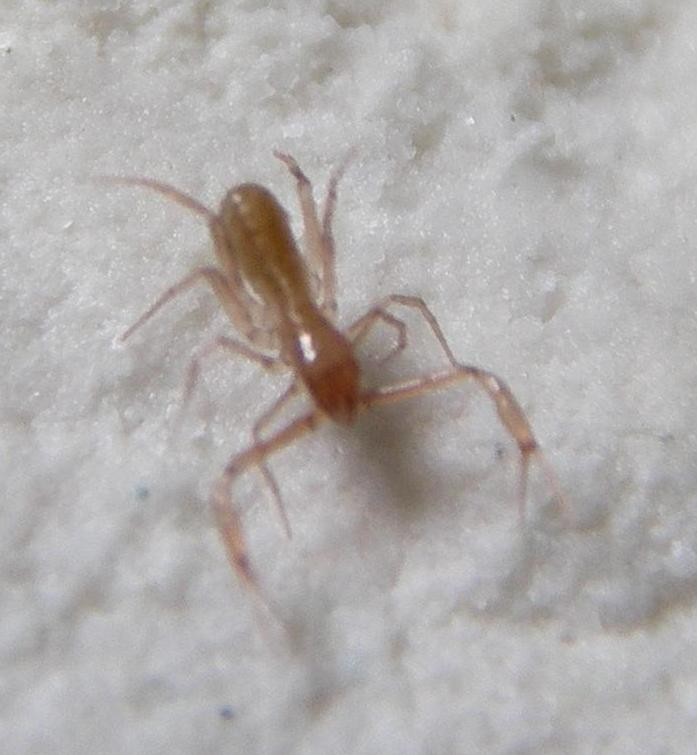
Ayyalonia dimentmani, псевдоскорпіон з печери Аялон

### Зниження рівня підземних вод
Рідкісність таких екосистем, як печера Аялон, високий ступінь біологічного різноманіття і висока частка ендемічних видів флори в ній уже викликали вимогу вжити заходів щодо їх негайного захисту. Навіть випадкове відкриття доступу до печери призвело до порушення біому. Значно більший вплив має зниження рівня ґрунтових вод через надмірний забір води з водоносного горизонту. В області печери Аялон від 1951 року пониження рівня ґрунтових вод склало 13 м. Як наслідок, площа печерного озера зменшилася з приблизно 4000 до 400 квадратних метрів, і більшість районів озера все ще перебуває в процесі падіння рівня води і формування сухих підземних проходів і порожнин.
Скорочення нижньої ланки біомаси через зменшення місць проживання вважають потенційною причиною зникнення скорпіона Akrav israchanani, який був уразливим через своє положення в кінці харчового ланцюга. Тоді ж було відзначено, що більшість із загиблих скорпіонів знайдено на стінах печери на кілька метрів вище від нинішнього рівня води. Положення мертвих скорпіонів і порівняні з реконструйованим рівнем води в печері дозволило виявити, що Akrav israchanani вимер у період від 1960 до 1991 року. Гіпотеза про поступове вимирання, однак, суперечить знайденим мертвим екземплярам, оскільки скорпіони на нестачу продовольства реагують канібалізмом. Їх загибель намагаються пояснити раптовою катастрофічною подією, такою як викиди в атмосферу печери значних кількостей сірководню, однак це не пояснює виживання у печері псевдоскорпіонів і ногохвісток.
У жовтні 2010 року рівень ґрунтових вод досяг у печері Аялон історичного мінімуму — близько 11,30 м над рівнем моря. Таким чином, печерне озеро перебуває на межі повного осушення, а отже, бактеріальним матам на поверхні води немає більше місця. Навіть якщо ще існують під землею контактні поверхні між термальною водою печери (джерелом енергії для хемоавтотрофних бактерій) з ґрунтовими водами, перед наземними тваринами в печері Аялон постала загроза вимирання.

### Кар'єр
Зразу ж після відкриття печери Аялон відбулася зустріч між власником кар'єра підприємством «Нешер Ізраїль» та Ізраїльським міністерством інфраструктури для обговорення спільних заходів щодо убезпечення та збереження печери. Як пояснив власник кар'єра, його компанія, незалежно від можливих збитків, зацікавлена в збереженні печери і її екосистеми. В цілях збереження печери як природної пам'ятки область навколо печери має залишатися незайманою, тоді як навколо неї заплановано подальший видобуток корисних копалин у кар'єрі трапецієподібної форми.

### Вторгнення чужорідних видів
Екосистема печери стикається з високим ризиком потрапляння в печеру зовнішніх тварин, доступ яких на ранній стадії виявився можливим через пробиття отвору. Його краї й утворені під час попередніх пробних бурінь отвори заповнено поліуретановою піною. Однак павуки, що мешкають у печері, мабуть, були принесені в печеру з надземної фауни повітряними потоками через отвори в землі. Попри всі зусилля зі збереження карстового явища печера Аялон, над печерною екосистемою досі нависає загроза. Шар скелі над печерою зрубано наполовину; також у скельному покриві над печерою внаслідок видобутку корисних копалин утворилися тріщини. Це збільшує небезпеку потрапляння в печеру надземних організмів, що може порушити крихку систему і далі знищити окремі елементи фауни.
У Червоному списку видів, що зникають, МСОП тільки вид Typhlocaris ayyaloni класифікується як такий, що перебуває «під загрозою зникнення». Включення до цієї категорії обґрунтовується невеликою кількістю місць проживання і спостережуваним погіршенням середовища проживання. Інші види печери Аялон у виданні 2013 року не згадано.
Закон Ізраїлю про охорону природи від 1998 року (стаття 33 (а) Закону 5758-1998) уповноважує міністра з охорони навколишнього середовища прийняти постанову про охоронювані природні товари (охоронювані природні активи), які також перебувають за межами спеціально відведених місць зі збереження охоронюваних видів. 2005 року прийнято Указ про охорону природи (Декларація про національні парки, заповідники, національні місця і пам'ятні місця проголошення (охоронювані природні активи), 5765-2005), який визначає численні види тварин і рослин, скам'янілості і геологічні формації і ґрунтується на описі хребетних і рослин з ізраїльської Червоної книги. З типів живих істот печери Аялон тільки рід Typhlocaris згадується за назвою.

## Наукові дослідження
Першу наукову публікацію зроблено в журналі Nature 8 червня 2006 року у вигляді короткого повідомлення. Детальний опис результатів дослідження вперше зробив Френсіс Дов Пір 2007 року. У своїй публікації він запропонував розглядати хемоавтотрофну екосистему Аялонської печери як окремий випадок Офели — другої підземної біосфери. Захищена 2011 року Ізраїлем Нааманом дисертація є найповнішою презентацією щодо появи печери Аялон, а також щодо впливу на неї антропогенного зниження рівня ґрунтових вод протягом останніх десятиліть. Робота із зоологічного вивчення відкритої печери, зокрема перший опис відкритих видів і його опублікування ще не повністю завершено. Досі неясний статус двох багатоклітинних, немає докладної інформації щодо мікрофлори. У професійних колах, особливо серед спелеобіологів, до печери Аялон з її фауною залишається значний інтерес, і її часто згадують у наукових публікаціях зі спелеології.
З припущення, що окремі види в печері Аялон відвідують печерне озеро з його багатими харчовими ресурсами тільки для їжі, випливає висновок, що існує переміщення біомаси з печерного озера в навколишні підземні води. Це горизонтальне транспортування енергії і глобальне поширення ракоподібних порядку Термосбенові, які представлені в печері Аялон Tethysbaena ophelicola, формує основу розробленої зоологом Френсісом Дов Пором теорії глобального і не залежного від зовнішнього надходження енергії біому, який він описав як «Офела». В «Офелі» основу харчового ланцюга утворюють сірчані та інші хемоавтрофні бактерії, які на основі сірки створюють свою біомасу з використанням енергії термальної води, а вищі організми живляться бактеріями. Проте його теорія не набула загального визнання. Так, наприклад, румунський зоолог Штефан Негря заявив, що в природі не може бути повністю ізольованих систем.